# پاتریک ویزر
پاتریک ویزر (انگلیسی: Patrick Weiser؛ زادهٔ ۲۵ دسامبر ۱۹۷۱) بازیکن فوتبال اهل آلمان است.
از باشگاه‌هایی که در آن بازی کرده‌است می‌توان به باشگاه فوتبال رن، باشگاه فوتبال وولفسبورگ، و باشگاه فوتبال کلن اشاره کرد.